# Чертков, Виктор Кузьмич
Виктор Кузьмич Чертков (27 июня 1942, г. Чугуев, Харьковская область — 29 июля 2025, Смоленск) — российский и советский военный и общественный деятель, командующий ПВО Южной, позднее Западной групп войск, начальник Военного университета войсковой ПВО ВС России (1992—2003), генерал-полковник, с мая 2002 года депутат Смоленской областной Думы.

## Биография
Трудовую деятельность начал в 1959 году токарем на Харьковском станкостроительном заводе.
В период срочной службы в Вооружённых Силах имел воинские звания: рядовой, ефрейтор, сержант.
В 1966 году с отличием окончил Ленинградское зенитное артиллерийское техническое училище. Имя Виктора Черткова занесено на доску почёта училища. Распределён в Группу советских войск в Германии на должность командира взвода ЗСУ 57-2 в танковом полку. Через год пришёл вызов на должность командира взвода курсантов. Прослужил два года в Ленинградском военном округе.
С 1969 по 1973 год обучался на командном факультете Киевского высшего артиллерийского инженерного училища им. С. М. Кирова, которое приравнивалось к академии. Окончил училище в воинском звании «капитан».
Проходил службу в войсках только в Группе советских войск в Германии.
Командир 1079 зенитно-ракетного полка (Куб) 21 мотострелковой Таганрогской Краснознаменной ордена Суворова дивизии 2-й танковой армии. Место дислокации — Перлеберг-Южный (ГДР). Присвоено досрочно воинское звание «майор».
В 1977—1978 годах командир 202-я зенитно-ракетной бригады «Круг». Место дислокации — Магдебург. Единственный командир в звании «майор» за время существования бригады.
Присвоено досрочно воинское звание — «подполковник».
В 1984 году в звании «полковник» окончил Военную академию Генерального штаба Вооружённых Сил СССР.
Командующий ПВО 6-й гвардейской танковой армии.
Начальник войск ПВО Южной группы войск в Германии. Генерал-майор.
Начальник войск ПВО Западной группы войск в Германии.
Первый заместитель командующего ПВО Сухопутных войск. Генерал-лейтенант.
18 июля 1992 года назначен начальником Военной академии войск ПВО СВ РФ (г. Смоленск). Академия создана после распада СССР и утраты Киевской академии войск ПВО СВ.
В должности начальника академии защитил кандидатскую диссертацию по теме «Обоснование направлений развития войск ПВО СВ в условиях реформирования ВС России». Там же получил учёное звание доцент, позднее профессор. Стал член-корреспондент Академии военных наук, академик Академии качества. Являлся соавтором более 100 работ по проблемам оперативного искусства и тактики войск. Возглавлял шесть направлений научных исследований развития войск ПВО и систем его вооружения.
Присвоено воинское звание «генерал-полковник» (указ Президента РФ № 1193 от 10.06.1994).
В октябре 1998 года после реформирования академии — начальник Военного университета войсковой ПВО ВС РФ.
Награждён нагрудным знаком «Почётный работник высшего образования России».
В 2000 году избран депутатом Смоленского городского Совета и заместителем председателя Совета.
19 мая 2002 года избран депутатом Смоленской областной Думы третьего созыва,
В 2003 году уволен из рядов ВС РФ.
В декабре 2007 года избран депутатом Смоленской областной Думы четвёртого созыва.
16 ноября 2012 года Указом Президента РФ В. В. Путина награждён орденом Почёта.
Являлся руководителем Региональной общественной приёмной Председателя «Единой России» Дмитрия Медведева, депутат, член фракции Партии в Смоленской областной Думе IV созыва.
Умер 29 июля 2025 года в возрасте 83 лет. Будет похоронен на Братском кладбище Смоленска.

## Награды
- Орден «За военные заслуги»
- Орден Красной Звезды
- Орден «За службу Родине в Вооружённых Силах СССР» III степени
- орден Почёта
- 15 медалей,
- Нагрудный знак «Почётный работник высшего профессионального образования Российской Федерации».